# アジア太平洋アウトゲームズ
アジア太平洋アウトゲームスはアジア太平洋地域のLGBTアスリートが参加する総合競技大会の名称。ワールドアウトゲームズの地域限定版として開催され、同性愛者国際スポーツ連盟が主催している。

## 歴史

### 2008年
第1回大会として、2008年1月30日〜2月3日までオーストラリアのメルボルンにて開催された。

### 2011年
第2回大会として、2011年3月12日〜3月19日までニュージーランドのウェリントンにて日本を含む26カ国からの参加者で開催された。

### 2014年
第3回大会として、2014年5月10日〜5月16日までオーストラリアのダーウィンにて開催される。

## ゲーム
| 開催回 | 年   | 開催地       | 開催国           | 日付                        | 備考 |
| ------ | ---- | ------------ | ---------------- | --------------------------- | ---- |
| I      | 2008 | メルボルン   | オーストラリア   | 2008年1月30日—2008年2月3日  |      |
| II     | 2011 | ウェリントン | ニュージーランド | 2011年3月12日—2011年3月19日 |      |
| III    | 2014 | ダーウィン   | オーストラリア   | 2014年5月10日—2014年5月16日 |      |